# Czarna Góra (Śląski Grzbiet)
Czarna Góra (niem. Schwarzehübel, 945 m n.p.m.) – szczyt w Karkonoszach w obrębie Śląskiego Grzbietu, nad Bierutowicami.
Czarna Góra położona jest w północno-wschodniej części Śląskiego Grzbietu, w bocznym grzbiecie odchodzącym od Smogorni ku północnemu wschodowi. Powyżej leżą Suszyca i Rówienka, a po nięj Czarnej Góry Przełęcz pod Czołem, która łączy go z Czołem.
Zbudowana z granitu karkonoskiego. Na grzbiecie opadającym ku północnemu wschodowi skałka Skalica.